# De Queen
De Queen é uma cidade localizada no estado americano de Arkansas, no Condado de Sevier.

## Demografia
Segundo o censo americano de 2000, a sua população era de 5765 habitantes.
Em 2006, foi estimada uma população de 5873, um aumento de 108 (1.9%).

## Geografia
De acordo com o United States Census Bureau, a localidade tem uma área de 14,8 km², dos quais 14,6 km² cobertos por terra e 0,2 km² cobertos por água. De Queen localiza-se a aproximadamente 162 m acima do nível do mar.

## Localidades na vizinhança
O diagrama seguinte representa as localidades num raio de 32 km ao redor de De Queen.